# 加洛尔 (古吉拉特邦)
加洛尔（羅馬化：Kālol）是印度古吉拉特邦甘地讷格尔县的一个城镇。总人口668（2001年）。

## 人口
该地2001年总人口668人，其中男性384人，女性284人；0—6岁人口112人，其中男58人，女54人；识字率64.67%，其中男性为74.48%，女性为51.41%。